# Emarginula papilionacea
Emarginula papilionacea is een slakkensoort uit de familie van de Fissurellidae. De wetenschappelijke naam van de soort werd voor het eerst geldig gepubliceerd in 1869 door G. Nevill en H. Nevill.